# Дзиговский, Александр Николаевич
Александр Николаевич Дзиговский (укр. Дзиговський Олександр Миколайович, 15 февраля 1953, Гайворон, Одесская область — 29 декабря 2020, Одесса) — украинский советский учёный-археолог.

## Биография
В 1975 году окончил исторический факультет Одесского государственного университета по специальности «история». С 1975 по 1976 год работал учителем в сельской школе.
С 1976 по 2000 год — в Институте археологии АН УССР, старший лаборант, младший научный сотрудник, научный сотрудник, старший научный сотрудник. Возглавлял археологические экспедиции, которые исследовали памятники древности в местах новостроек юго-западной Украины.
В 1988 году защитил кандидатскую диссертацию по истории сарматских племен Северо-Западного Причерноморья (по данным могильников).
С 2000 года преподавал на историческом факультете Одесского национального университета. В 2003 году защитил докторскую диссертацию на тему «История сарматов Карпато-Днепровского региона». С 2004 года — профессор кафедры археологии и этнологии Украины. Вёл им же разработанный общий курс археологии, специальные курсы по истории и археологии кочевников евразийских степей эпохи ранней железного века и раннего средневековья, по методике камеральной обработки и лабораторными исследованиями археологических материалов.
Умер в Одессе в результате тяжёлых осложнений, вызванных Covid-19.

## Научные интересы
Древности сарматских племен на просторах между Карпатами и Днепром.